# Pińskie
Pińskie (kaszb. Piński) – część wsi Bieszkowice w Polsce, położona w województwie pomorskim, w powiecie wejherowskim, w gminie Wejherowo. Leży w kompleksie leśnym Trójmiejskiego Parku Krajobrazowego. Wchodzi w skład sołectwa Bieszkowice.
W latach 1975–1998 Pińskie administracyjnie należał do województwa gdańskiego.
Wskazówka – występuje również wariant nazewniczy Pińsk.